# Croton timandroides
Espèce
Croton timandroides est une espèce de plantes à fleurs du genre Croton et de la famille des Euphorbiaceae, présente au Brésil (de l'État de Bahia au Minas Gerais).
Il a pour synonymes :
- Croton abnormis, Mart. ex Baill., 1864
- Medea erecta, D.Dietr.
- Medea hirta, Klotzsch
- Medea timandroides, Didr.
- Oxydectes timandroides, (Didr.) Kuntze